# Silverhill (Alabama)
 Silverhill és un poble dels Estats Units a l'estat d'Alabama. Segons el cens del 2000 tenia 616 habitants.

## Demografia
Segons el cens del 2000, Silverhill tenia 616 habitants, 241 habitatges, i 178 famílies La densitat de població era de 199,9 habitants/km².
Dels 241 habitatges en un 32,4% hi vivien nens de menys de 18 anys, en un 61,8% hi vivien parelles casades, en un 8,7% dones solteres, i en un 26,1% no eren unitats familiars. En el 20,7% dels habitatges hi vivien persones soles el 10,4% de les quals corresponia a persones de 65 anys o més que vivien soles. El nombre mitjà de persones vivint en cada habitatge era de 2,54 i el nombre mitjà de persones que vivien en cada família era de 2,97.
Per edats la població es repartia de la següent manera: un 25,2% tenia menys de 18 anys, un 6,5% entre 18 i 24, un 25,8% entre 25 i 44, un 26,3% de 45 a 60 i un 16,2% 65 anys o més.
L'edat mediana era de 40 anys. Per cada 100 dones hi havia 91,3 homes. Per cada 100 dones de 18 o més anys hi havia 88,2 homes.
La renda mediana per habitatge era de 42.083 $ i la renda mediana per família de 51.964 $. Els homes tenien una renda mediana de 30.417 $ mentre que les dones 25.938 $. La renda per capita de la població era de 20.723 $. Aproximadament el 3,8% de les famílies i el 4,8% de la població estaven per davall del llindar de pobresa.

## Poblacions més properes
El següent diagrama mostra les poblacions més properes.